# Rue de Beughem
La rue de Beughem (en néerlandais : de Beughemstraat) est une petite rue bruxelloise de la commune de Schaerbeek qui va de la chaussée de Haecht à la jonction de la rue Royale et de la rue des Palais (église royale Sainte-Marie).
Elle prolonge la rue Van Dyck côté chaussée de Haecht et prolonge la rue Dupont côté rue Royale.
D'un seul tronçon, c'est une rue à sens unique, accessible uniquement par la chaussée de Haecht, mais à double sens pour les cyclistes (Sul).
Le nom de l'artère renvoie à la mère du comte Cornet de Grez, une descendante de Louis van Bodeghem, architecte de la Maison du Roi sur la Grand-Place de Bruxelles.